# Куттылоригай
Куттылоригай (устар. Кутты-Лор-Игай) — река в России, протекает по Сургутскому району Ханты-Мансийского АО. Устье реки находится в 367 км по левому берегу реки Малый Юган. Длина реки составляет 38 км. Правый приток — Ай-Куттылоригай.

## Данные водного реестра
По данным государственного водного реестра России относится к Верхнеобскому бассейновому округу, водохозяйственный участок реки — Обь от города Нефтеюганск до впадения реки Иртыш, речной подбассейн реки — Обь ниже Ваха до впадения Иртыша. Речной бассейн реки — (Верхняя) Обь до впадения Иртыша.
Код объекта в государственном водном реестре — 13011100212115200048649.